# Ein starkes Team: Abgestürzt
Abgestürzt ist ein deutscher Fernsehfilm von Kerstin Ahlrichs aus dem Jahr 2022 mit Florian Martens und Stefanie Stappenbeck in den Hauptrollen. Es handelt sich um die 88. Folge der Krimireihe Ein starkes Team, gleichzeitig um den 88. Einsatz von Otto Garber. Für Linett Wachow ist es der vierundzwanzigste Einsatz an der Seite Garbers. Die Erstausstrahlung erfolgte am 19. März 2022 im ZDF.

## Handlung
Der Berliner Kommissar Otto Garber und seine Kollegin Linett Wachow ermitteln im Mordfall Carsten Niemeyer, der bei einer Wohnungsbesichtigung vom Balkon stürzte und sofort den Tod fand. Bei den Ermittlungen kommen die Kommissare nicht so recht voran, weil keiner der Bewohner etwas gesehen oder gehört haben will. Auch ihr Vorgesetzter Lothar Reddemann, der ebenfalls Interesse an der Wohnung gehabt hat und der Besichtigung beiwohnte, hat nichts Ungewöhnliches bemerkt. Lediglich eine Nachbarin will gesehen haben, wie sich zwei Männer am Geländer des Balkons aufgehalten hätten und während der eine hinunterstürzte, sich der zweite Mann zurück in die Wohnung begeben hätte. Da es Hinweise darauf gibt, dass Niemeyer die Maklerin bestochen hat, um die Wohnung zu bekommen, könnte darin ein Motiv für die Tat liegen.
Niemeyer hatte vor, mit seiner kleinen Familie nach Berlin zu ziehen. Sein Schwiegervater, Rolf Christiansen, ist hier Kurator am Museum und hatte ihm dort den Posten des Museumsleiters verschafft. Einen Kindergartenplatz hatte Niemeyer bereits besorgt und nun fehlte nur noch eine Wohnung. Ausgerechnet in diesem Kindergarten wird die Leiterin mit einem Genickbruch tot aufgefunden. Anhand einiger Indizien steht fest, dass die Frau sich die Vergabe freier Kita-Plätze hatte bezahlen lassen. Vermutlich hatte der Täter deshalb dem Opfer einen Geldschein in den Mund gesteckt. Kommissarin Wachow  fasst daher beide Mordfälle zusammen und meint: „Bestrafungen für jemand, der bestochen hat und jemand, der sich bestechen ließ.“ Ins Visier der Ermittler gerät Peter Roth, der als sehr impulsiv gilt und wegen eines Bestechungsvorwurfs gerade seinen Job verloren hat. Zudem hatte er sich um die gleiche Wohnung wie Niemeyer beworben und der bereits zugesagte Kita-Platz wurde ihm wieder absagt, weil die Leiterin den Platz Niemeyer (gegen Extrazahlung) zugesprochen hat. Roth wird vernommen und zeigt sich erneut verärgert über die Korruptionsfälle, dennoch bestreitet er jemanden deshalb umgebracht zu haben. Da sich DNA-Spuren unter den Fingernägeln der Kindergärtnerin nicht Roth zuordnen lassen, sondern einer Frau, ist er vorerst entlastet. Wachow erinnert sich an Karina Kallwitz, einer Angestellten in der Kita, deren   Aussage ihr fragwürdig erscheint. Daher wird sie erneut befragt und angesichts der DNA-Beweise knickt sie ein. Ihre Chefin hätte sie an jenem Tag zu sich gerufen, weil sie dahintergekommen war, dass Kallwitz ihre Korruptionsgeschäfte angezeigt hatte. Da sie einen Verräter in ihren Reihen nicht dulden würde, sollte Kallwitz entlassen werden. Im Streit wäre es zu leichten Handgreiflichkeiten gekommen, aber als sie das Büro verließ hätte ihre Chefin noch gelebt. Die junge Frau wirkt dabei glaubwürdig und so zieht Wachow noch jemanden in Betracht: Frau Roth. Nach eindringlichem Appell gibt sie zu, die Kitaleiterin aufgesucht zu haben, um noch einmal mit ihr zu reden. Als sie hier hören muss, dass es für die Zahlung von einer „Spende“ in Höhe von 2000 Euro noch eine Möglichkeit gäbe ihren Sohn hier aufzunehmen, hätte sie in ihrer Wut Frau Jung von sich gestoßen. Sie sei dabei mit dem Hinterkopf so arg gegen den Schreibtisch geschlagen, dass sie tot zu Boden sank. Noch immer verärgert, hätte sie der Frau dann noch einen Geldschein in den Mund gestopft.
Im Museum, dessen Leiter Niemeyer hätte werden sollen, arbeitet Margaretha Kienzle als Buchhalterin. Sie bittet den bisherigen Museumsleiter zu einem Gespräch. Dabei handelt es sich um Stefan Meinhard, dem Vorbesitzer der Wohnung, um die unter anderem sich auch Niemeyer beworben hatte. Als Meinhard ihr aus alter Kollegialität ein kleines Geschenk mitbringt, bricht sie in Tränen aus. Sie gesteht, ihm Unrecht getan zu haben. Kurator Rolf Christiansen hätte sie dazu genötigt, weil er ihr androhte, ihre Stelle sonst wegrationalisieren zu wollen. Sie schäme sich dafür, durch manipulierte Abrechnungen an Meinhards Entlassung mitschuldig geworden zu sein. Sie hätte erst später verstanden, dass Christiansen dadurch nur seinem Schwiegersohn den Posten zuschanzen wollte. Sie hätte schwere Schuld auf sich geladen, die sie sich nicht vergeben könne. In ihre Verzweiflung stürzt sie sich kurz nach ihrem Gespräch mit Meinhard von einer Brücke in die Spree. Zeitgleich erkennen auch die Ermittler den Zusammenhang zwischen dem Mord an Niemeyer und dem persönlichen Schicksal Meinhards, denn aufgrund der verlorenen Stellung, konnte er auch seine Wohnung nicht mehr finanzieren. Meinhard beginnt in der Zwischenzeit amok zu laufen. Mit einem Schert aus seiner privaten Sammlung dringt er in das Haus von Rolf Christiansen. Während er dort auf den Hausherrn wartet, läuft in seiner Erinnerung die Begegnung mit Niemeyer ab: Mit einer Kaltschnäuzigkeit rechtfertigte dieser sein Handeln und meinte, wenn man im Leben was erreichen will, muss man es sich manchmal auch erkaufen. Notfalls auch zu dem Preis, dass Leute wie Meinhard auf der Strecke bleiben. Voller Zorn stieß Meinhard Niemeyer daraufhin vom Balkon. Als Christiansen heimkehrt droht die Situation zu eskalieren, als dieser eine Pistole zieht und Meinhard bedroht. Garber und Wachow können rechtzeitig eingreifen und die Situation klären. Sowohl Meinhard als auch Christiansen werden zur Verantwortung gezogen.

„Jeder muss sehen, wo er bleibt.
Wenn man im Leben was erreichen will, muss man Gelegenheiten nutzen.“

## Nebenhandlung
Sputnik, der als universeller Dienstleister die Angestellten im Polizeirevier versorgt, hat als neuestes eine hausinterne Partnervermittlung im Angebot. Da er viel rumkommt und sieht, wo überall noch Singles sind, möchte er hier und da eine Verbindung knüpfen – gegen ein kleines Honorar natürlich. Dabei wird er leicht übergriffig und setzt ohne Rücksprache mit Garber einfach dessen Profil auf seine neue Webseite. Trotz seiner Verärgerung darüber ist Garber fast noch mehr enttäuscht, weil er keinerlei Zuschriften erhält. Deshalb opfert sich seine Kollegin Wachow und schreibt ihm anonym hoffnungsvolle Zeilen, die Garbers Stimmung wieder heben.

## Produktionsnotizen
Die Dreharbeiten für Abgestürzt erstreckten sich unter den vorgegebenen Corona-Arbeitsschutzauflagen vom 1. März 2021 bis zum 31. März 2021 und fanden in Berlin und Umgebung statt.

## Rezeption

### Einschaltquoten
Bei der Erstausstrahlung von Abgestürzt am 19. März 2022 verfolgten in Deutschland insgesamt 7,37 Millionen Zuschauer die Filmhandlung, was einem Marktanteil von 25,5 Prozent für das ZDF entsprach. In der als Hauptzielgruppe für Fernsehwerbung deklarierten Altersgruppe von 14–49 Jahren erreichte Abgestürzt 0,59 Millionen Zuschauer und damit einen Marktanteil von 9,1 Prozent in dieser Altersgruppe.

### Kritik
Für Prisma.de urteilte Wilfried Geldner: „Das Rezept der Reihe, Humor und Spannung miteinander zu verbinden, funkioniert  offensichtlich nach wie vor. Sie passen ja auch gut zusammen, der Garber und die Wachow. Man glaubt gar nicht, wie viele Wörter mit ‚g‘ beginnen – für den berlinernden Garber immer ein Fressen.“ „Aber auch seiner Aversion gegen Wohnungsmakler darf er in ‚Ein starkes Team – Abgestürzt‘ aus voller Seele Ausdruck geben – und auch gegenüber der ganzen grassierenden Korruption in Berlin. Nicht genug, dass da einer die erwähnte Maklerin besticht, auch die Kindergarten-Direktorin nimmt gerne Spenden entgegen, die sie in die eigene Tasche steckt. Bis sich dann hinter den Morden die dazugehörigen Schicksale auftun, das dauert eine ganze Weile, denn es gilt ja, bei den Recherchen vielfach gekrümmte Wege zu gehen.“
Oliver Armknecht kritisierte für film-rezensionen.de: „In den letzten Jahren hat der deutsche TV-Krimi sein soziales Gewissen entdeckt. Immer wieder wird versucht, die klassische Mördersuche mit gesellschaftlich relevanten Themen zu verbinden, gern auch als Mahner und Warner.“ „Der Krimi ist […] ein Selbstjustiz-Crowdpleaser, bei dem selbst die ermittelnden Polizisten und Polizistinnen Verständnis für die Tat aufbringen. Die Menschen daheim vor den Fernsehern werden sich erst recht oft beim Gedanken ertappen: recht so! Klar ist ein Mord nicht schön. Hier hat es aber wenigstens die ‚richtigen‘ erwischt, denen niemand hinterherweint. Nicht einmal die eigene Ehefrau.“